# Sleaford Castle
Sleaford Castle är ett slott i Storbritannien.   Det ligger i grevskapet Lincolnshire och riksdelen England, i den sydöstra delen av landet, 170 km norr om huvudstaden London. Sleaford Castle ligger 16 meter över havet.
Terrängen runt Sleaford Castle är platt. Runt Sleaford Castle är det ganska tätbefolkat, med 108 invånare per kvadratkilometer. Närmaste större samhälle är Sleaford, 0,42 km öster om Sleaford Castle. Trakten runt Sleaford Castle består till största delen av jordbruksmark.